# G.I. Joe : Conspiration
Série
G.I. Joe : Le Réveil du Cobra
(2009) Snake Eyes
(2021)
Pour plus de détails, voir Fiche technique et Distribution.
G.I. Joe : Conspiration ou G.I. Joe : Les Représailles au Québec (G.I. Joe: Retaliation) est un film américain réalisé par Jon Chu, sorti en 2013.
Le film est écrit par Paul Wernick et Rhett Reese, les scénaristes de Bienvenue à Zombieland, et sert à la fois de suite à G.I. Joe : Le Réveil du Cobra, et est un soft reboot de la franchise.
G.I. Joe : Conspiration dispose d'une distribution d'ensemble, avec Channing Tatum, Arnold Vosloo, Ray Park, Jonathan Pryce et Lee Byung-hun reprenant leurs rôles du premier film. Dwayne Johnson, Adrianne Palicki, D. J. Cotrona, et Bruce Willis complètent le casting principal.
Initialement prévu pour une sortie en juin 2012, le film a été retardé afin de le convertir à la 3D et stimuler l'intérêt pour les marchés internationaux. Il sort finalement en mars 2013 et a reçu des critiques généralement négatives, mais a été un succès au box-office en rapportant plus de 375 millions de dollars dans le monde.

## Synopsis
Depuis l'incarcération de Cobra Commander et de ses acolytes, les G.I. Joe, sous les ordres du commandant Conrad « Duke » Hauser, ont recruté de nouveaux soldats : le sergent-major Marvin « Roadblock » Hinton, l'adjudant Dashiell « Flint » Faireborn et la capitaine Alison « Lady Jaye » Burnett. Après une mission réussie d'exfiltration d'un transfuge en Corée du Nord, les G.I. Joe sont déployés au Pakistan, dont le président a été assassiné, afin de sécuriser son arsenal nucléaire, tombé aux mains de forces dissidentes. La mission est un succès, mais à peine les G.I. Joe sont-ils rentrés à la base que l'armée américaine les attaque, ne laissant que trois survivants : Roadblock, Flint et Jaye.
Une fois en sécurité, ils comprennent qu'il n'y a qu'une seule personne qui a pu ordonner une telle attaque : le Président, qui a été capturé et remplacé par Zartan, lequel a envoyé Storm Shadow au Pakistan assassiner le président Panwhar sous les traits de Snake Eyes afin d'accuser les G.I. Joe de l'assassinat et du « vol » des armes nucléaires pour justifier leur élimination par Cobra. En outre, il fait libérer Cobra Commander et prépare le terrain pour lancer la révolution qui devra permettre à Cobra de dominer le monde. Devant cette menace sans précédent, les G.I. Joe se tournent vers le fondateur de leur unité, l'homme qui leur a donné son nom : le général Joe Colton.

## Fiche technique
Sauf indication contraire, les informations mentionnées dans cette section peuvent être confirmées par la base de données cinématographiques IMDb,  présente dans la section « Liens externes ».
- Titre original : G.I. Joe: Retaliation
- Titre français : G.I. Joe : Conspiration
- Titre québécois : G.I. Joe : Les Représailles
- Réalisation : Jon Chu
- Scénario : Rhett Reese et Paul Wernick, d'après les personnages d'Hasbro
- Musique : Henry Jackman
- Direction artistique : Luke Freeborn, Alan Hook, Scott Plauche, Sebanstian Schroder et Tom Reta
- Décors : Andrew Menezies
- Costumes : Louise Mingenbach
- Photographie : Stephen F. Windon
- Son : Scott Millan, Greg P. Russell, Drew Webster, Erik Aadahl
- Montage : Roger Barton et Jim May
- Production : Lorenzo di Bonaventura et Brian Goldner

Production déléguée : Gary Barber, Roger Birnbaum, David Ellison, Stephen Sommers,
Production déléguée : Herbert W. Gains, Dana Goldberg, Erik Howsam et Paul Schwake
Production associée : Linda Pianigiani
- Sociétés de production[7] : Di Bonaventura Pictures, Spyglass Entertainment et Saints LA
  - avec la participation de Paramount Pictures, Metro-Goldwyn-Mayer et Skydance Media
  - en association avec Hasbro
- Société de distribution : Paramount Pictures
- Budget : 130 millions de $[8]
- Pays d'origine :  États-Unis
- Langue originale : anglais
- Format[9] : couleur (DeLuxe) - 35 mm / D-Cinema - 2,39:1 (Cinémascope) - son Dolby Digital | Datasat | SDDS | Dolby Atmos
- Genre : action, aventures, science-fiction, thriller
- Durée : 110 minutes ;  123 minutes (version longue)
- Dates de sortie[10] :
  - Corée du Sud : 11 mars 2013 (première mondiale)[11]
  - France, Suisse romande[12] : 27 mars 2013
  - États-Unis, Québec[13] : 28 mars 2013
  - Belgique : 3 avril 2013
- Classification[14] :
  -  États-Unis : Accord parental recommandé, film déconseillé aux moins de 13 ans (certificat #47758) (PG-13 - Parents Strongly Cautioned)[Note 1].
  -  France : Tous publics (visa d'exploitation no 133275).
  -  Québec : 13 ans et plus (13+ / 13 years and over)[13].
  -  Suisse romande : Interdit aux moins de 14 ans[15].

## Distribution
- Dwayne Johnson (VF : David Krüger ; VQ : Benoît Rousseau) : Sergent-major Marvin « Roadblock » Hinton
- D. J. Cotrona (VF : Thibaut Belfodil ; VQ : Hugolin Chevrette-Landesque) : Adjudant Dashiell « Flint » Faireborn
- Adrianne Palicki (VF : Charlotte Corréa ; VQ : Mélanie Laberge) : Capitaine Alison « Lady Jaye » Burnett
- Lee Byung-hun (VF : Raphaël Cohen ; VQ : Pierre-Étienne Rouillard) : Storm Shadow
- Bruce Willis (VF : Patrick Poivey ; VQ : Jean-Luc Montminy) : Général Joseph « Joe » Colton (G.I. Joe)
- Ray Park : Snake Eyes
- Élodie Yung (VF : elle-même) : Sergent Kim « Jinx » Arashikage
- Channing Tatum (VF : Donald Reignoux ; VQ : Frédérik Zacharek) : Commandant Conrad « Duke » Hauser
- Ray Stevenson (VF : Serge Biavan ; VQ : Patrick Chouinard) : Firefly
- Jonathan Pryce (VF : Jean-Luc Kayser ; VQ : Jean-Marie Moncelet) : le président des États-Unis
- Luke Bracey (VF : Jean-Baptiste Marcenac ; VQ : Martin Watier) : Cobra Commander
- Arnold Vosloo (VF : Bruno Dubernat) : Zartan
- RZA (VF : Asto Montcho ; VQ : Manuel Tadros) : Blind Master
- Eddie Hargitay : Sergent Nicky « Tunnel Rat » Lee
- Matt Gerald : Zandar
- Joseph Mazzello (VF : Rémi Caillebot) : Morris « Mouse » Sanderson
- Walton Goggins (VF : Cédric Dumond ; VQ : Alexandre Fortin) : Directeur de la Prison Nigel James
- Marcelo Tubert (VF : Yann Guillemot) : président de la République Française
- DeRay Davis (VF : Mathieu Buscatto) : Stoop

Source et légende : Version française (VF) sur Allodoublage.com ; Version québécoise (VQ) sur Doublage.qc.ca

## Production

### Développement
En août 2009, après le succès financier du Réveil du Cobra, Rob Moore, vice-président de Paramount Pictures, confirme qu'une suite serait développée avec les acteurs principaux du film qui sont contractuellement obligés de revenir. En janvier 2010, Rhett Reese et Paul Wernick, les scénaristes de Bienvenue à Zombieland, sont embauchés pour écrire le scénario de la suite. Le titre du film était initialement intitulé G.I. Joe: Cobra Strikes, mais fut ensuite démenti par Rhett Reese.
Stephen Sommers devait à l'origine revenir en tant que réalisateur de la suite. Cependant, en janvier 2011, il est annoncé que Sommers ne sera finalement pas de retour derrière la caméra. Un mois plus tard, Paramount Pictures annonce que Jon Chu réalisera le film,. En juillet 2011, il est révélé que le nom de la suite est G.I. Joe: Retaliation. Jon Chu déclara plus tard que Paramount voulait un reboot mais qui sert également de suite au Réveil du Cobra puisque « beaucoup de gens ont vu le premier film de sorte que nous ne voulons pas aliéner celui-ci et refaire le tout ».

### Attribution des rôles

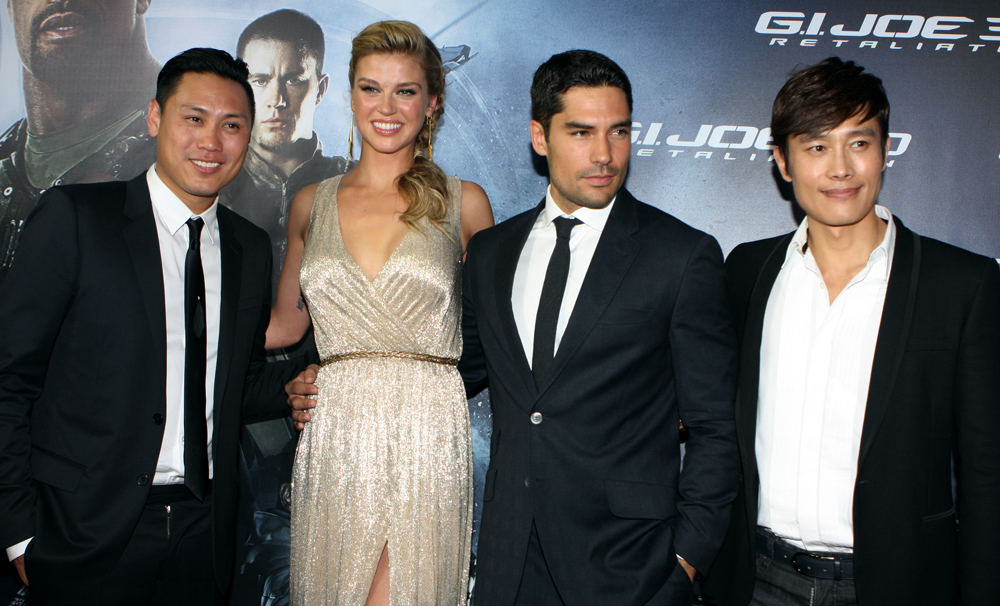
Jon Chu, Adrianne Palicki, D. J. Cotrona et Lee Byung-hun lors d'une avant-première du film en Australie.

Le 11 janvier 2011, il est confirmé que Lee Byung-hun reprendrait son rôle de Storm Shadow dans cette suite,. Channing Tatum et Ray Park sont également de retour dans leurs rôles respectifs. Rachel Nichols, l'actrice qui a joué Scarlett dans le premier film, déclare le 3 mars 2011 que la majorité des membres de la distribution ne reviendraient pas, à l'exception des trois acteurs précités. Également en mars 2011, Sienna Miller annonce qu'elle ne serait pas de retour pour la suite. Deux mois plus tard, Joseph Gordon-Levitt confirme également qu'il ne reviendrait pas en Cobra Commander dans ce nouveau film.

### Tournage
G.I. Joe : Conspiration a été tourné presque entièrement à la Nouvelle-Orléans. Le tournage débuta en août 2011 en Louisiane, pour une durée de 72 jours. Le 22 novembre 2011, un membre de l'équipe de production est mort lors d'un accident dans un entrepôt de la Nouvelle-Orléans qui servait de plateau de tournage pour la production. L'accident est survenu alors que les membres de l'équipe étaient en train de changer un ensemble.
Le combat dans l'Himalaya a été tourné dans un entrepôt de la Nouvelle-Orléans précédemment utilisé pour construire des fusées de la NASA, qui a été équipé d'un mur sur fond vert à un angle très raide avec beaucoup de rigging dessus afin de balancer les cascadeurs. Une scène fut tournée à Washington avec James Carville dans son propre rôle présidant un événement de collecte de fonds.

## Accueil

### Sortie
Initialement prévu pour le 29 juin 2012 aux États-Unis et le 1er août 2012 en France, le film est repoussé au 27 mars 2013 aux États-Unis pour permettre une conversion en 3D, à la suite de projections-tests.

### Promotion
L'investissement massif réalisé en termes de marketing et de produits dérivés est aussi responsable de ce changement de date. La bande-annonce diffusée lors de la finale du Super Bowl XLVI a entaché le budget et la distribution du film, ainsi le plan marketing pour produire les jouets issus de la franchise est un gouffre à combler. D'après le site Deadline.com, les premières projections ont été très mal accueillies outre-atlantique, en raison notamment de la mort du personnage de Channing Tatum au début du film. Afin de réparer ces erreurs, il y aura, en plus de la conversion 3D, le tournage de scènes totalement inédites.

### Box-office
Lors de son premier jour d'exploitation aux États-Unis et au Canada, le film se place à la première place, rapportant 10 506 875 $ dans 3 719 cinémas. Il conserve sa première place pour son week-end d'ouverture, gagnant 40 501 814 $. Toutefois, cela est inférieur au week-end d'ouverture de son prédécesseur à 54 713 046 $. En France, le film effectua 817 270 entrées dont 54 150 pour son premier jour et 437 058 pour sa première semaine d'exploitation.
G.I. Joe : Conspiration a finalement rapporté 122 523 060 $ en Amérique du Nord et 253 217 645 $ à l'échelle internationale pour un total mondial de 375 740 705 $.

## Distinctions
Entre 2012 et 2014, G.I. Joe : Conspiration a été sélectionné 13 fois dans diverses catégories et a remporté 1 récompense.

### Récompenses
- Société Américaine des Compositeurs, Auteurs et Éditeurs de Musique 2014 : Prix ASCAP des Meilleurs films au box-office.

### Nominations
- Prix de la bande-annonce d'or 2012 :
  - Meilleure bande-annonce de film d’action pour Paramount Pictures et The AV Squad (pour le "Teaser"),
  - Meilleure bande-annonce blockbuster de l'été 2012 pour Paramount Pictures et The AV Squad.
- Prix de la bande-annonce d'or 2013 :
  - Meilleure bande-annonce de film d’action pour Paramount Pictures, Metro-Goldwyn-Mayer et The AV Squad.
- Prix IGN du cinéma d'été (IGN Summer Movie Awards) 2013 : Meilleur film d'action.
- Prix du jeune public 2013 :
  - Meilleur film d'action,
  - Meilleur acteur dans un film d'action pour Dwayne Johnson,
  - Meilleure actrice dans un film d'action pour Adrianne Palicki
  - Meilleur voleur de scène pour Channing Tatum.
- Acapulco Black Film Festival (Festival du film noir d'Acapulco) 2014 : Meilleur acteur de l'année pour Dwayne Johnson.
- MTV Movie Awards 2014 : Meilleure scène d'action.
- Prix du choix des enfants 2014 : Coup de pied masculin préféré pour Dwayne Johnson.
- Taurus - Prix mondiaux des cascades 2014 : Meilleur gréement acrobatique pour Kurt D. Lott (Séquence de montagne himalayenne).

## Suite
Le 31 mars 2013, le magazine américain Variety rapporte que Paramount Pictures a donné son feu vert pour la production d'un troisième volet et qu'il sera très certainement en 3D. En avril 2013, les scénaristes de Conspiration réfléchissent afin de ramener la baronne dans la suite. De leurs côtés, Dwayne Johnson annonce qu'il est prêt à reprendre son rôle et Ray Park parle d'un possible retour de son personnage, incluant son animal de compagnie, un loup nommé Timber. Deux mois plus tard, il est annoncé que Jon Chu sera de retour pour réaliser le troisième film.
Lors du San Diego Comic-Con International de 2013, Chu annonce le possible retour de Scarlett dans le prochain film. En août 2013, le producteur Lorenzo di Bonaventura déclare à Beijing News qu'il espérait que Johnson et Willis reviendraient, que le script est encore au stade de l'écriture et qu'ils envisagent d'ajouter un troisième rôle important. Le 10 septembre 2013, Chu est confirmé à la réalisation avec le scénariste Evan Daugherty. En novembre 2013, Daugherty parle de l'écriture du scénario et de ses sentiments au sujet de la mort de Duke. Le mois suivant, Chu déclare à MTV que Channing Tatum pourrait revenir dans la suite.
En mars 2014, durant une interview avec le site Collider, Dwayne Johnson déclare qu'il croit que Chu ne peut pas revenir à la réalisation en raison de son travail sur l’adaptation de la série d'animation Jem et les Hologrammes, mais « qu'ils peuvent trouver un autre réalisateur pour le film ». En juin 2014, le film est annoncé pour 2016, sans plus de précision. Le 22 juin 2014, di Bonaventura déclare, également dans une interview avec Collider, qu'ils ont rencontré de nouveaux réalisateurs et que le tournage pourrait débuter au début de l'année 2015. Le 1er juillet 2014, Variety rapporte que Jonathan Lemkin écrira le scénario et que le film se concentrera sur Roadblock avec Johnson de retour. Finalement, le 1er avril 2015, il est annoncé que Paramount Pictures a embauché Aaron Berg pour le scénario et D. J. Caruso pour la réalisation.
Le prochain film est la préquelle Snake Eyes, sorti en 2021.